# Paolo Ruffilli
Paolo Ruffilli (Rieti, 1949) è uno scrittore, poeta e traduttore italiano.

## Biografia
Nato a Rieti, ma originario di Forlì, si è laureato in Lettere all'Università di Bologna. Ha pubblicato numerosi volumi di poesia, ed è il curatore di edizioni delle Operette morali  di Giacomo Leopardi, della traduzione foscoliana del Viaggio sentimentale di Sterne, delle Confessioni di un italiano di Ippolito Nievo e di un'antologia di Scrittori garibaldini. Ha tradotto testi di Gibran, Tagore, i Metafisici inglesi, Mandel'štam e la Regola celeste del Tao. Nel 1995 ha pubblicato, avvalendosi della collaborazione di Fulvio Roiter, Nuvole, un libro di foto e poesie.
Autore di romanzi e di racconti, è conosciuto a livello internazionale per i suoi libri di versi tradotti in molte lingue. Nel 2002 ha vinto il premio Laudomia Bonanni con La gioia e il lutto. Con Camera oscura, del 1992, ha ottenuto il Premio Dessì 1993; con Le stanze del cielo (2008) è stato omaggiato con il Premio Nazionale Letterario Pisa, e il Premio Nazionale Rhegium Julii. Con Variazioni sul tema nel 2014 e con  Le cose del mondo nel 2020 ha ottenuto il Premio Viareggio Giuria. Il romanzo Preparativi per la partenza (2003) è stato finalista al Premio Bergamo.
Ha collaborato alle pagine culturali dei quotidiani tra cui Il Resto del Carlino, Il Giornale, la Repubblica,Il Gazzettino. Per vent'anni ha lavorato per l'editore Garzanti ed è attualmente il direttore della collana «Biblioteca dei Leoni».
È stato curatore dell'antologia on-line "La Poesia Italiana Contemporanea, dal Primo Novecento a oggi" con Alberto Bevilacqua, Luciano Erba, Giuliano Gramigna, Alfredo Giuliani, Mario Luzi, Elio Pagliarani, Giovanni Raboni, Edoardo Sanguineti.
Vive a Treviso dal 1972.

## Poetica
La partitura musicale è la chiave per interpretare la poesia di Ruffilli. La sua riconosciuta "leggerezza" è l'effetto e la virtù di una misura appunto musicale che consente all'autore qualsiasi scelta proprio perché per via di musica ogni sua scelta si traduce immediatamente in una soluzione. È la musica che consente a Ruffilli di dar voce felicemente a qualsiasi tema e argomento di cui voglia parlare, anche il più ostico e apparentemente impronunciabile. È la musica che consente dunque di pronunciare le cose più ardue, rendendole semplici e coinvolgenti. Il poeta Ruffilli è un musicista e trascina nella sua musica sempre le cose che contano, parlando insieme al cuore e alla testa. (Luigi Baldacci)
Sappiamo da Blanchot che lo spazio della scrittura è spazio di morte. E Ruffilli può essere preso come caso singolo e singolare del modo in cui la lettera poetica sempre si dimostra lettera della trafittura, dopo essere stata per un attimo più o meno prolungato lettera della luminosità. Non è frequente trovare effetti così inquietanti in un contesto apparentemente disteso e in aria di altrettanta leggerezza. La forza di questa poesia è nell’angosciare il lettore, incantandolo. E bene il poeta rappresenta, di riflesso e per piccole scaglie ingiallite, l’ "inferno" borghese: le manie, i vuoti, le crudeltà, certa follia, galleggianti oltre il decoro e la discrezione. È per quella legge dell’antifrasi, per cui tanto più è spietato il dettato, quanto più è affabile. E non si può non concordare totalmente con l’autore sulla natura tragica (eppure indicibile e pronunciabile solo per brevi formule volatili) dell’esistenza. Roland Barthes
Nel suo concedersi all'uso della norma, Ruffilli è altamente trasgressivo e riesce a dire, appunto normalmente, le cose più indicibili senza mai sottrarre dignità alle persone. Solo le rime con il loro solfeggio leggero tornano a suggerire una possibile, risorgente ironia e la distanza, portata non dalla sazietà, ma dall'implacabile intelletto. Tutto diventa musica e proprio per questo si riesce a pronunciare l’indicibile. Quella lieve musica dal ritmo sincopato, fatta anche o perfino di cocci e vetri rotti. (Daria Galateria)
Nella poesia di Ruffilli accade qualcosa che molto raramente si ritrova nell’esperienza egocentrica dei poeti che pure riescono spesso a trasformare in valenza universale la loro dimensione più individuale. Ruffilli, istintivamente, mette sempre in rapporto ciò a cui dà voce con il contesto sociale in cui si muove e parla. E può darsi che sia l’effetto dell’inclinazione narrativa sulla sua vocazione di poeta. Ma è un fatto che, fuori da qualsiasi volontarismo, la sua poesia è sempre anche “civile”, di qualsiasi tema tratti (e non c’è tema, per lui, che non sia adatto a far poesia). E il riscontro civile, o se si vuole collettivo, è la conseguenza indotta e il valore aggiunto della già di per sé validissima ricerca di una poesia che ha insieme i sapori forti della vita e il ritmo implacabile del pensiero in una musica inconfondibile e direi irriducibile, unica nel suo genere da noi; una musica elegante e rarefatta che mi ha sempre colpito e coinvolto, tra Béla Bartók e il cool jazz. (Alfredo Giuliani)
Ruffilli è tipicamente quello che i tedeschi chiamano un "poeta di pensiero", ma il pensiero non si svolge, appunto, per continuità e grandi arcate, ma per frammenti e contrazioni, prese d'atto e rilanci. Non molto diverso, a guardar bene, l'uso della rima, che essendo fitta e dichiaratamente "facile" non ha, in linea di massima, un ruolo espressivo, raggrumante, ma - se così si può dire - di "appoggio" alla dizione e quasi di punteggiatura. La realtà, per Ruffilli, è in fondo tale solo se pensata dal soggetto. E questa, detto per inciso, è una delle ragioni per cui egli non può essere affatto omologato ai "lombardi", che nelle "cose" credono. C'è sì qualche ritorno di Rèbora. Come già indicato da Raboni c'è poi fra le righe, e molto di più, Caproni, l'outsider, il narratore melodico ma insieme antimelodico. Dunque, realtà pensata. E quindi dominano, gli astratti. Per pensare poeticamente, è chiaro, Ruffilli ha bisogno che la realtà sia messa fra parentesi, stilizzata in categorie, ritirata in qualche modo nella mente che la classifica appena i suoi dati concreti fanno capolino; pensare comporta chiudere gli occhi, braccare mentalmente, per poi sostarvi, le essenze e i destini dei fenomeni. Per quante vie si può comprovare l'evidenza che questo è un poeta della linea "metafisica" o mentalistica, e non di quella postsimbolista o orfica. Una è per esempio quella delle metafore, che qui non volano alto ma basso. La realtà non è dunque trascesa per via di immaginazione libertina, ma di pensiero, al cui servizio si pone, costringendosi, l'immaginazione. (Pier Vincenzo Mengaldo)
All’insegna del non dire, proprio per esprimere di più, il modo di Ruffilli si affida a una specie di galleggiamento di piccole scaglie, piccole bolle che guadagnano la superficie salendo su in verticale dal fondo. E queste scaglie, nel loro minimo ingombro, nella loro rarefatta consistenza, riescono a rendere la realtà nella sua interezza. Il tutto, a tinte nette; con una amabile secchezza e una sua dolcezza un po’ risentita. Nel distacco, dunque; senza nostalgie o, peggio, tremori. Ma con partecipazione. (Eugenio Montale) 
Rapido, lieve, ironico Ruffilli ha una grazia compositiva che sa fondere in sequenze unitarie dialoghi, racconto, immagini. Eppure, grazie alla orchestrazione dei ritmi, alla variazione dei toni, ai cambiamenti di andatura, le sequenze rivelano una natura musicale, una trasparenza lirica. E proprio attraverso la convergenza delle scelte espressive Ruffilli offre al problema dei generi non una nuova incognita, ma la felicità di una soluzione. (Giuseppe Pontiggia)
Un discreto conoscitore della poesia italiana di questo secolo non tarderà a riconoscere nei versi di Ruffilli la continuità di una nobile tradizione, fatta di povertà raffinata, di musica contratta, sino al limite estremo dell'udibilità, che ha il suo riferimento più alto nella poesia di Giorgio Caproni; e penserà, allora, a certe tangenze anche tematiche fra il romanzo famigliare presente nella “Camera oscura” e l'indimenticabile romanzo di Annina nel “Seme del piangere”. Ma altrettanto facile, e certo doveroso, sarà avvertire come Ruffilli operi sulla sua materia verbale e sentimentale con una sorta di tenacia e impassibilità "scientifica" che non è di Carponi e rispetto alla quale la fissità propria dell'immagine fotografica costituisce, insieme, un "movente" e un correlativo formale. Il dato, il segno, resi, nella pronuncia, quasi minerali, come reperti fossili di un'altra era, l'era antichissima o futura del dolore. (Giovanni Raboni)
L’incontro della parola trovata e dell’immediato concreto è la cifra della poesia di Ruffilli, l’ossessione dei minimi accadimenti, dei luoghi e delle circostanze, salvata dal progetto di un diario, che testimonia una vicenda al di là delle apparenze e delle abitudini e la sua dinamica, consegnata a una scansione breve, dal timbro lieve, frutto del più raffinato artificio. In un soffio che, tra una battuta e l’altra, traduce la perplessità in distacco. (Vittorio Sereni)
Nelle poesie di Ruffilli la parola, da una parte ridotta a mimesi dell'afasia, dall'altra è tesa a ripristinare le proprie ragioni, anzi "una" ragione, e a cogliere il mondo e i rapporti interumani. E c'è una presenza continuamente ripullulante di "essenze" (mentali e spaziali, cromatiche e foniche) in un collage corrosivo con "fatti", "cose" e "persone". Si genera da ciò un'energia coinvolgente dentro questa ricognizione di gesti, atteggiamenti, pensieri dell'io e delle molte presenze individuali, sempre marcate affettivamente, che lo attorniano. L'altro diventa presente nei molti altri, si riassume come fatto di etica, un'etica perplessa eppure "instante", e alla fine implacabile. Sommessa parsimonia e severità presiedono all'operazione. Ne deriva un tessuto espressivo che sceglie la linea "bassa", ma che è fratto e sospeso e ben altro che assestato all'univocità, ricco di una sua del tutto originale tensione immaginifica. (Andrea Zanzotto)

## Opere
Poesia
- La Quercia delle gazze (Forum, 1972)
- Quattro quarti di luna (Forum, 1974)
- Piccola colazione (Garzanti, 1987, ISBN 88-11-63950-6, American Poetry Prize, Premio Cardarelli)
- Diario di Normandia (Amadeus, 1990, Premio Montale, Premio Camaiore)
- Camera oscura (Garzanti, 1992, ISBN 88-11-64015-6, Premio Dessì)
- Nuvole con foto di F. Roiter (Vianello, 1995, ISBN 88-7200-031-9)
- La gioia e il lutto (Marsilio, 2001, ISBN 88-317-7646-0, Premio Laudomia Bonanni, Premio Giovanni Pascoli)
- Le stanze del cielo (Marsilio, 2008, ISBN 978-88-317-9423-7, Premio Modena Poesia Civile, Premio Rhegium Julii)
- Affari di cuore (Einaudi, 2011, ISBN 978-88-06-20775-5, Premio Matacotta)
- Natura morta (Nino Aragno, 2012, ISBN 978-88-8419-564-7, Poetry-Philosophy Award)
- Variazioni sul tema (Nino Aragno, 2014, ISBN 978-88-8419-672-9, Premio Viareggio Giuria)
- Le cose del mondo (Mondadori, 2020, ISBN 978-88-04-71580-1, Premio Viareggio Giuria)

in francese:
- Journal de Normandie (Amadeus, 1990)
- Chambre noire (L’Amourier éditions, 2005, ISBN 2-915120-26-9)
- La joie et le deuil (Les Ecrits des Forges, 2006, ISBN 2-89046-956-5)
- Les choses du monde (L’Arbre à Parole, 2007, ISBN 978-2-87406-358-9)

in inglese:
- Whenever I go (Banholt, 2003)
- Joy and Mourning (Dedalus Press 2004, ISBN 1-904556-69-8)
- Like it or no (Bordighera Press, 2007, ISBN 1-884419-75-5)
- Dark room (Bordighera Press, 2012, ISBN 978-1-59954-021-4)

in tedesco:
- Dunkelkammer (Verlag Im Wald, 2002, ISBN 3-929208-57-1)
- Freude und Trauer (Verlag Im Wald, 2003, ISBN 3-929208-63-6)
- Kleines Frühstück (Verlag im Wald, 2004, ISBN 3-929208-57-1)
- Die zimmer des himmels (Verlag im Wald, 2008, ISBN 978-3-941042-07-0)

in spagnolo:
- Cámara oscura (Calima, 2001, ISBN 84-89972-37-0)
- La alegría y el duelo (Calima, 2002, ISBN 84-89972-76-1)
- Asuntos del corazón (Deva, 2004, ISBN 84-87958-62-1)
- El nombre o el cuerpo (NorteySur, 2006, ISBN 84-934184-7-1)
- Diario de Normandía (El Tucan de Virginia, 2007, ISBN 968-6756-93-0).

in catalano:
- Diari de Normandia & Núvols (Galerada, 2007, ISBN 978-84-96786-03-5)

in olandese:
- In het vertrek (Banholt, 2003)

in svedese:
- Glädjen och sorgen (Aura latina, 2006, ISBN 91-975445-3-1)

in rumeno:
- Starea de dizgraţie ( Ex Ponto, 2004, ISBN 973-644-348-5)
- Camera Obscură (EuroPress Group, 2007, ISBN 978-973-1727-02-8)
- Încãperile cerului (Princeprs Edit, 2008, ISBN 978-606-523-013-2)
- Jurnal de Normandia (Princeps Edit, 2009, ISBN 978-606-523-086-6)
- Paolo & Francesca Florilegiu bilingv (Institutul European, 2013, ISBN 978-606-24-0021-7)
- Canţonierul inimii (Grinta, 2018, ISBN 978-88-06-20775-5)

in sloveno:
- Stvari sveta (Aleph, 2006, ISBN 961-6036-76-9)

Romanzi e saggi
- Vita di Ippolito Nievo (Camunia, 1991)
- Vita, amori e meraviglie del signor Carlo Goldoni (Camunia, 1993)
- Preparativi per la partenza (Marsilio, 2003, Premio delle Donne)
- Un'Altra vita (Fazi, 2010)
- L'isola e il sogno (Fazi, 2011)
- Maschere e figure. Repertorio dei tipi letterari (Il ramo e la foglia edizioni, 2023, collana Saggi)

Traduzioni
- K. Gibran, Il profeta (San Paolo, 1989)
- R. Tagore, Gitanjali (San Paolo, 1993)
- La Musa Celeste: un secolo di poesia inglese da Shakespeare a Milton (San Paolo, 1999)
- La regola celeste del Tao (Rizzoli, 2004)
- Osip Mandel'štam, I lupi e il rumore del tempo (Biblioteca dei Leoni, 2013)
- Costantino Kavafis, Il sole del pomeriggio (Biblioteca dei Leoni, 2014)
- Anna Achmatova, Il silenzio dell’amore (Biblioteca dei Leoni, 2014)
- Boris Pasternak, La notte bianca-Le poesie di Zivago (Biblioteca dei Leoni, 2015)

Critica
- Eugenio Montale, Traiettorie sghembe (Discorso diretto, 1978)
- Roland Barthes, Poesia dell'antifrasi (La Filigrana dell'essere, 1979)
- Giovanni Giudici, La zona del concreto (Almanacco dello Specchio, 1980)
- Vittorio Sereni, In un soffio (Musa, 1983)
- Robert Creeley, Tell in lines (Poetry, 1985)
- Czeslaw Milosz, Visceri e intelletto (S. Orsola Benincasa, 1991)
- Giovanni Raboni, Reperto del dolore (Garzanti, 1992)
- Andrea Zanzotto, A proposito di Camera Oscura (Terzo Programma, 1992)
- Yves Bonnefoy, Chambre noir (Lingua, 1995)
- Alvaro Mutis, Poeta de pensamiento (Prometeo, 1996)
- Pier Vincenzo Mengaldo, La piena maturità (Marsilio, 2001)
- Luigi Baldacci, Ruffilli musicista (Poetry On Line, 2001)
- Giovanni Pacchiano, Il fascino di vivere ai margini ("Il Sole24ore", 21 settembre 2003)
- Massimo Onofri, Operetta morale ("Diario", 3 ottobre 2003)
- Angelo Guglielmi, Racconti con l'autore ("L'Unità", 27 gennaio 2004)
- Alberto Bevilacqua, Labirinto d'impronta metafisica ("Grazia", 25 maggio 2004)
- Alfredo Giuliani, Pensiero e immaginazione ("La Repubblica", 14 febbraio 2008)
- P. Lagazzi, Le stanze del cielo (“Gazzetta di Parma”, 20 marzo 2008)
- Giovanni Inzerillo, La virtù della frivolezza. Saggio sull'opera di Paolo Ruffilli (Stilo, 2009)
- Giorgio De Rienzo, Un'altra vita ("Il Corriere della Sera", 25 luglio 2010)
- B. Garavelli, Affari di cuore (“Avvenire”, 5 novembre 2011)
- Giovanni Tesio, Affari di cuore (“La Stampa-Tuttolibri”, 5 novembre 2011
- Ermanno Paccagnini, L'isola e il sogno ("Nuova Antologia", giugno 2011)
- Roberto Galaverni, Affari di cuore ("Il Corriere della Sera", 18 dicembre 2011)
- Elisabetta Brizio e Matteo Veronesi (a cura di) Pentacordo per Paolo Ruffilli (Nuova Provincia, 2012) (http://www.academia.edu/5989427/_Pentacordo_per_Paolo_Ruffilli_in_collaborazione_con_Elisabetta_Brizio_Nuova_Provincia_Imola_2013)
- Giuseppe Conte, Affari di cuore (“Il Giornale”, 23 aprile 2012)
- E. Brizio-M.Veronesi, Pentacordo per Ruffilli, (“Nuova Provincia”, ottobre 2012)
- P.Lagazzi, Natura morta  (“Gazzetta di Parma”, 29 novembre 2012)
- A.Casadei, La poesia di Ruffilli (Motivazione premio Carducci, 2015)
- E. Brizio, Il nome e l’enigma. Nuovi tentativi di avvicinamento a Natura morta, «Lotta di Classico», maggio 2017
- R.Galaverni, Attenti all’intelletto, è falso (“Corriere della Sera-La lettura”, 23 febbraio 2020)
- Maurizio Cucchi, Ruffilli e le cose del mondo (“La Repubblica”, 24 febbraio 2020)
- A.Gerbino, Viaggio tra la lucentezza delle notti bianche e la memoria (“La Sicilia”, 5 marzo 2020)
- B.Garavelli, Nelle pieghe minute della vita (“Avvenire”, 13 marzo 2020)
- S.Naglia, Un viaggio nella propria camera (“Oubliette Magazine”, 1 aprile 2020)
- C.Ferrari, Coinvolto e stregato dall’imperfezione del mondo (“Giornale di Brescia”, 14 maggio 2020)
- Alessandro Fo, Le cose del mondo (“l’immaginazione”, n. 318, luglio-agosto 2020)
- M. Baudino, La poesia incammino di Ruffilli (“italian-poetry”, 1 ottobre 2020)
- G.Zamponi, Sulle Cose del mondo (“Smerilliana” n. 23, 2020)
- G.Monti, Corpo a corpo col mondo (“Azione”, lunedì 26 ottobre 2020)
- G.Ladolfi, Il ritorno alle cose (“italian-poetry”, 6 novembre 2020)
- G.Parrini, Il nominare chiama (“Semicerchio”, LXII, 2020/1)
- T.Di Dio, L’incanto dell’angoscia (“italian-poetry”, 4 gennaio 2021)

Curatele
- Compton-Burnett, Fratelli e sorelle (Garzanti, 1982)
- Sterne-Foscolo, Viaggio sentimentale (Garzanti, 1983), con M. Bulgheroni
- G. Leopardi, Operette morali (Garzanti, 1984)
- I. Nievo, Confessioni d'un italiano (Garzanti, 1984)
- W. Morris, Notizie da nessun luogo (Garzanti, 1984)
- I. Nievo, Il barone di Nicastro (Studio Tesi, 1987)
- C. Dickens, Tempi difficili (Rizzoli, 1990)
- G.C. Abba, Da Quarto al Volturno (Garzanti, 1991)
- R.M. Rilke, Elegie Duinesi e quattro Requiem (San Paolo, 1991)
- C. Bronte, Jane Eyre (Garzanti, 1993)
- D.H. Lawrence, L'amante di Lady Chatterley (Garzanti, 1994)
- G. Eliot, La bella storia di Silas Marner (Rizzoli, 1995)
- E. Bronte, Cime tempestose (Garzanti, 1996)
- Antologia di scrittori garibaldini (Mondadori, 1996)
- W.W. Collins, La donna in bianco (Fazi, 1996)
- J. Wassermann, Il caso Maurizius (Fazi, 2001)
- L. Canali, Anticlimax (Biblioteca dei Leoni, 2014)
- G. Berto, La cosa buffa (Rizzoli, 2014)
- Il sapore della guerra. The taste of war (Aragno, 2023)

Prefazioni
- Gina Lagorio, Tra le mura stellate, Mondadori, 1991, ISBN 88-04-37093-9
- Laura Pulin, "Per le cose del mondo" (postfazione), Edizioni del Leone, 1998, EAN 2560024320358
- Willem van Toorn, Paesaggi, Edizioni del Leone, 2001, ISBN 88-7314-000-9
- John F. Deane, Il profilo della volpe sul vetro, Edizioni del Leone, 2002, ISBN 88-7314-022-X
- Lillo Gullo, Pensieri di legno, con xilografie di Remo Wolf, Nicolodi, Rovereto (TN), 2002. ISBN 88-8447-044-7
- Nanni Balestrini, Tutto in una volta, Edizioni del Leone, 2003, ISBN 88-7314-068-8
- Kjell Espmark, L’altra vita, Edizioni del Leone, 2003, ISBN 88-7314-071-8
- Cees Nooteboom, Le porte della notte, Edizioni del Leone, 2003, ISBN 88-7314-085-8
- Ruth Fainlight, La verità sulla Sibilla, Edizioni del Leone, 2003, ISBN 88-7314-070-X
- Roberta Degl'Innocenti, Un vestito di niente, Edizioni del Leone, Venezia, 2005, ISBN 887314120X
- Tomaž Šalamun, Quattro domande alla malinconia, Edizioni del Leone, 2005, ISBN 88-7314-134-X
- Kikuo Takano, L’infiammata assenza, Edizioni del Leone, 2005, ISBN 88-7314-148-X
- Elena Švarc, San Pietroburgo e l’oscura soavità, Edizioni del Leone, 2005, ISBN 88-7314-123-4
- Rutger Kopland, Prima della scomparsa e dopo, Edizioni del Leone, 2005, ISBN 88-7314-131-5
- Yves Bonnefoy, Terre intraviste, Edizioni del Leone, 2006, ISBN 88-7314-162-5
- Herberto Helder, La macchina lirica, Edizioni del Leone, 2006, ISBN 88-7314-157-9
- Katarina Frostenson, Dalla nuda terra al corallo, Edizioni del Leone, 2006, ISBN 88-7314-176-5
- Patrice Dyerval, La risorgiva, Edizioni del Leone, 2006, ISBN 88-7314-241-9
- Alain Lambert, Né voce né silenzio, Edizioni del Leone, 2007, ISBN 88-7314-202-8
- Alan Sillitoe, Ritratto di un saccheggio, Edizioni del Leone, 2007, ISBN 88-7314-206-0
- Pat Boran, Il jukebox Castlecomer, Edizioni del Leone, 2008, ISBN 88-7314-234-6
- Joumana Haddad, Adrenalina, Edizioni del Leone, 2009, ISBN 88-7314-250-8
- Tahar Ben Jelloun, Doppio esilio, Edizioni del Leone, 2009, ISBN 88-7314-271-0
- Jordi Virallonga, Tutto sembra indicare, Edizioni del Leone, 2009, ISBN 88-7314-274-5
- Adam Zagajewski, La ragazzina di Vermeer, Edizioni del Leone, 2010, ISBN 88-7314-313-X
- Adonis, L’illusione dei miei passi, Edizioni del Leone, 2011, ISBN 88-7314-340-7
- Maria Antonia Maso Borso, Gate, gate, gate, Edizioni del Leone, Venezia, 2012. ISBN 8873143539
- Sandra Evangelisti, Allegoria, Biblioteca dei Leoni, 2020, ISBN 978-88-85460-65-2
- Alessio Vailati, Il moto perpetuo dell’acqua, Biblioteca dei Leoni, 2020, ISBN 978-88-85460-71-3
- Patrizia Fazzi, Il tempo che trasforma, Prometheus, 2020, ISBN 978-88-8220-279-8
- Fabio Dainotti, Poesie controcorrente, Biblioteca dei Leoni, 2020, ISBN 978-88-85460-74-4